# Theresa Muigg
Theresa Muigg (Schwaz, Tirol, 15 de junho de 1984) é uma política austríaca do Partido Social-Democrata (SPÖ) que serviu como membro do 9.º Parlamento Europeu desde 2022.
Fez parte da Comissão das Liberdades Civis, Justiça e Assuntos Internos.